# Средњи век
Средњи век обухвата историјски период од 5. до 15. века. Ово раздобље у историји људског друштва и културе представља заокружену целину. То је раздобље почело падом Западног римског царства и окончало се ренесансом и раздобљем великих географских открића. Ратнички народ Хуна је 375. године из Азије продро у Европу. Они су покренули варварска племена. Почела је Велика сеоба народа. На згаришту Западног римског царства у 5. веку почеле су да ничу нове државе. Током 7. и 8. века створена је снажна држава Арабљана. У развоју друштва 15. век се сматра прекретницом. Средином 15. века, тачније 1453. године, Турци су освојили Цариград и уништили остатке Византијског царства. Крајем 15. века поморци су открили нови свет — амерички континент. На почетку средњег века, док Европу потреса сеоба народа, на америчком континенту се развила цивилизација Маја. У исто време у Азији настаје цивилизација Танг, у Кини. Средњи је век средње раздобље у класичној подели историје западног света, која се дели на стари, средњи и нови век. Само средњовековно раздобље може се поделити на рани, развијени и позни средњи век.
Депопулација, деурбанизација, инвазије и сеобе народа, које су почеле током касне антике, наставиле су се током раног средњег века. Варварски освајачи, међу којима су доминирали разни германски народи, формирали су нова краљевства у остацима Западног римског царства. У 7. веку северна Африка и Блиски исток, који су некад припадали Источном римском царству, потпали су под власт Калифата, исламске државе. Премда су се у друштву и политичким структурама догодиле значајне промене, до потпуног раскида с антиком није дошло. На Истоку је преживело и као важна сила опстало Византијско царство. Византијска кодификација римског права, позната као Јустинијанов кодекс, на Западу је поновно откривена у северној Италији 1070. године и отад је вршила велики утицај током читавог средњег века. На Западу већина нових краљевстава инкорпорисала је оно мало преосталих римских државних установа. Основани су самостани као део покрета усмереног ка покрштавању „паганске Европе”. Франци су под Каролиншком династијом накратко успоставили царство, које се крајем 8. и почетком 9. века простирало на већем делу западне Европе. Међутим, то је царство касније подлегло притисцима унутрашњих грађанских ратова и спољашњих инвазија — Викинзи су нападали са севера, Мађари с истока, а Сарацени с југа.
Током развијеног средњег века, који је почео након 1000. године, европска се популација знатно увећала, јер су технолошки и пољопривредни изуми омогућили процват трговине, а промена климе средњовековног топлог раздобља омогућила је повећање приноса усева. Кметство, тј. систем сељака организованих у село које властели дугује најам и натурални рад, те феудализам, тј. политички систем у којем витезови и ниже племство дугују војну службу својим господарима у замену за право закупа земљишта и племићких кућа, представљали су две темељне врсте организације друштва у развијеном средњем веку. Крсташи, први пут споменути 1095. године, означили су прве покушаје западноевропских хришћана да од муслимана војним путем поврате контролу над блискоисточном Светом земљом. Краљеви су постали поглавари централизованих држава и утицали на смањивање криминала и насиља, али и на све веће удаљавање од јединственог хришћанства. Теологија Томе Аквинског, слике Ђота из Бондоне, песништво Дантеа Алигијерија и Џефрија Чосера, путовања Марка Пола и архитектура готских катедрала, попут Шартра, спадају у изванредна достигнућа раздобља развијеног средњег века.
Позни средњи век обележиле су тешкоће и несреће, међу којима су били глад, куга и ратови, што је све утицало на значајно смањење броја становника западне Европе; између 1347. и 1350. црна смрт однела је животе око једне трећине Европљана. Црквени сукоби, јереси и шизма унутар хришћанске цркве одвијали су се упоредо с ратовима између различитих држава, грађанским сукобима и побунама сељака. Напредак на подручју културе и технологије трансформирао је европско друштво и означио крај средњег века и почетак раног новог века.

## Терминологија и периодизација
Средњи је век, уз стари и нови век, једно од три главна раздобља у историји Европе.
Средњовековни су аутори целу историју делили на раздобља као што су „шест раздобља света“ или „четири царства“ сматрајући притом да сами живе у времену које претходи самом крају света. Своје властито време називали су „модерним“. Хуманистички песник Петрарка у четвртој је декади 14. века претхришћанско раздобље назвао „старим“ временима (antiqua), a хришћанско раздобље „новим“ временима (nova). Леонардо Бруни први је историчар који је, у својој Историји фирентинског народа из 1442. године, употребио троделну раздеобу историје. Бруни и каснији историчари сматрали су да се Италија опоравила након Петраркиног времена, те су Петраркиним временским одсечцима додали и трећи. Појам „средњи век“ први се пут појављује 1469. у латинском облику „media tempestas“, односно „средње доба“. Првобитно је постојало више верзија овог појма, као што су називи medium aevum („средњи век“), који је први пут забележен 1604. године, и media saecula („средњи векови“), који је забележен 1625. године. Данашњи научни термини „медиевалан“, „медиевистика“ и „медиевалистика“ потичу од израза medium aevum. Троделна се периодизација усталила као стандард након што је немачки историчар Кристоф Келер (1638–1707) поделио историју на три раздобља: стари век, средњи век и нови век или модерно доба.
За почетак средњег века обично се узима пад Западног римског царства 476. године, што је први пут учинио Бруни. За крај средњег века често се узима 1500. година, мада о овоме не постоји општа сагласност. Зависно од контекста, за датумски крај средњег века понекад се узимају догађаји као што су прво путовање Кристифора Колумба 1492, пад Цариграда у турске руке 1453. или протестантска реформација 1517. године. Енглески историчари битку на Босвортском пољу 1485. често сматрају догађајем који означава крај средњовековног раздобља. У шпанској историографији за крај средњег века често се узимају смрт краља Фердинанда II Арагонског 1516, смрт краљице Изабеле I Кастиљске 1504. или освајање Гранаде 1492. године. Историчари из романских земаља обично деле средњи век на два раздобља: ранији „високи” и каснији „ниски” средњи век. Англофонски историчари, пак, следе своје немачке колеге и средњи век обично деле на три раздобља: рани, развијени и позни средњи век. У 19. веку читав се средњи век често називао „мрачним добом”. С усвајањем троделне раздеобе средњег века употреба тог термина почела се међу историчарима ограничавати само на период ранога средњег века.

### Критика традиционалне поделе
Ова периодизација била је примењивана у круговима писаца опште историје из 18. века, што ју је чинило опште признатом. У каснијем развоју историографије долазило је до извесних померања граничних датума ових великих периода; тако да је на крају, после дужих расправа, за крај старог и почетак средњег века узета 476. година — обележена падом Западног римског царства, док је за крај средњег и почетак новог века узета 1492. година, као датум епохалног открића Америке. Истина, било је покушаја да се за почетак новог века узме и 1517. година — обележена почетком реформације.
Традиционална периодизација је у њеној стандардној форми дуго остала важећа, али је било научника који су тврдили да границе појединих векова нису добро постављене. Поједини историчари су сматрали да границу између старог и средњег века треба померити напред — у 7, па чак и у 8. век. Било је историчара који су и границу између средњег и новог века различито датирали: једни за крај 15, други за 1517, трећи за 17, четврти за 18. век. Осим тога, један број историчара је сматрао да је време од 12. до 18. века по много чему особено, карактеристично, и да би га стога требало посебно издвојити у општој историји, упркос томе што би то одударало од традиционалних концепата периодизације. Услед ових различитих схватања настала је криза традиционалне периодизације.
Традиционална подела је имала јасних мањкавости. Њени темељи су ударени у време када је тежиште изучавања било на политичкој историји, али и поред тога она је била недоследно постављена. Разлог лежи у томе што је за крај старог и почетак средњег века узет политички догађај — пад Западног римског царства (476. године), крај средњег и почетак новог века означава 1492. година — велики датум из привредне историје. Са проширивањем интересовања историјске науке на све области људске делатности све јасније су се откривале слабости традиционалне периодизације, њене границе су сходно томе постајале несигурне, а историјска мисао је указивала и на другачије хронолошке периоде историјског развоја у свету. Зато су се у историјској науци поставила питања такве периодизације која би изражавала континуитет објективног кретања у историјском развоју. Како истиче Миомир Дашић, очито да су све ове временске поделе мањкаве са светскоисторијског становишта — ова подела је изразито европска, а не светска.

## Позно римско царство
Римско царство досегло је своју најширу територијалну распрострањеност током 2. века нове ере. У идућа два века римска контрола над далеким пограничним областима поступно је слабила. Економски проблеми, међу којима инфлација, као и спољни притисци на границе царства заједно су проузроковали политичку нестабилност, током које су се цареви и узурпатори великом брзином смењивали на престолу. Војни издаци стално су се повећавали током 3. века, углавном због рата са сасанидском Персијом, који је поново покренут половином 3. века. Величина војске се удвостручила, а коњица и мање јединице замениле су легију као главну тактичку јединицу. Већи трошкови изискивали су повећање пореза, што је доводило до смањења куријалне класе, односно класе земљопоседника који су улазили у локална градска већа (курије), као и смањењу броја припадника те елите који су били спремни да поднесу терет који је собом носило вршење службених дужности у њиховом граду. Царској је бирократији било потребно све више службеника да се старају о потребама војске, због чега су се цивили жалили да у царству има више прикупљача пореза, него порезних обвезника.
Цар Диоклецијан (владао 284‒305) поделио је 286. године царство на источни и западни део, од којих је сваки имао посебну управу; међутим, ни становници ни владари нису заправо своје царство држали подељеним, будући да су законске и управне одлуке донесене у једноме делу сматране важећима и у другоме делу. Тај систем, у којем су коначно постојала два старија цара (августа) и два млађа цезара, познат је као тетрархија. Године 300, након још једног грађанског рата, Константин Велики (вл. 306‒337) учинио је древни град Византион царском престоницом на истоку и назвао га Константинопољем. Диоклецијан је оснажио царску бирократију, реформисао порески систем и ојачао војску, што је све купило царству додатно време, али није решило основне проблеме с којима се оно суочавало, а међу којима су били и прекомерни порези, опадање природног прираштаја те спољни притисци на границама царства. Грађански ратови, који су готово по правилу избијали између двојице супротстављених царева половином 4. века, одвлачили су војнике од граница царства и олакшавали упаде варвара. Током 4. века римско је друштво попримило нов облик, који се разликује од ранијег класичног раздобља и у којем се процеп између богатих и сиромашних све више шири, а мањи градови све више губе на виталности. Још једна важна промена је процес христијанизације, тј. преласка царства на хришћанство, који је трајао од 2. до 5. века.
Године 376. Остроготи су, бежећи од Хуна, добили дозволу од цара Валенса (вл. 364–378) да се населе у римској провинцији Тракији на Балканском полуострву. То насељавање није прошло без потешкоћа. Кад су римски чиновници додатно погоршали ситуацију, Остроготи су почели да пљачкају и пустоше римске области. Валенс је, настојећи да угуши немире, погинуо у борби с Остроготима у бици код Хадријанопоља 9. августа 378. године. Осим претњи које су долазиле од таквих племенских савеза са севера, проблеме су узроковале у унутрашње поделе, посебно поделе унутар хришћанске цркве. Године 400. Визиготи су упали у Западно римско царство и, премда су накратко били одбијени од Италије, похарали су Рим 410. године. Потом су Алани, Вандали и Свеви 406. прешли у Галију, проширили се њоме током идуће три године и 409. преко Пиринеја ушли у Хиспанију. Почела је велика сеоба народа, у којој су се различити народи, првобитно већином германски, кретали Европом. Франци, Алемани и Бургунди сместили су се у северној Галији, док су се Англи, Саси и Јити населили у Британији. Тридесетих година 5. века Хуни су напали царство; њихов вођа, Атила (вл. 434–453) предводио је нападе на Балканско полуострво 442. и 447, на Галију 451. и на Италију 452. године. Хунска претња није нестала све до Атилине смрти 453, кад се његов хунски племенски савез распао. Ове племенске навале у потпуности су промениле политичку и демографску природу онога што је раније чинило Западно римско царство.
До краја 5. века западни део царства подељен је на мање политичке јединице, којима су владала племена која су на те области продрла почетком века. Свргавање Ромула Аугустула, последњег римског цара на западу, 476. године традиционално се сматра сломом Западног римског царства. Источно римско царство, које се након пада Западног царства често назива Византијским царством, није било способно да успостави своју контролу над изгубљеним подручјима на западу. Византијски цареви и даље су претендовали на западне области, мада се ни један од нових краљева на западу није усудио да се уздигне на положај цара; византијска контрола над већим делом западних територија није се могла одржати, а Јустинијаново поновно заузеће Апенинског полуострва и неких медитеранских области представљало је једини и само привремени изузетак.

## Рани средњи век

### Нове државе и друштва
Политичка структура западне Европе драстично се променила с падом Римског царства. Премда се кретања народа у овом раздобљу обично описују као „инвазије“, ту се није радило само о војним експедицијама, већ о миграцијама целих народа и њиховом насељавању на територију царства. Тим је кретањима на руку ишло одбијање припадника западноримске елите да пружају материјалну потпору војсци и да плаћају порезе, којима би се могли платити трошкови војног отпора сеоби народа. Цареви 5. века често су стајали под контролом снажних војних заповедника какви су били Стилихон (умро 408.), Аспар (умро 471.) и Гундобад (умро 516.), који су делимично или у целости били неримског порекла. Кад се низ западноримских царева завршио, тог су порекла били и многи краљеви који су их заменили. Нису били ретки бракови између нових краљева и чланица римске елите. То је довело до мешања елемената римске културе с обичајима придошлих племена, као што су народне скупштине, на којима су мушки чланови племена уживали већу политичку улогу него што је то био случај с грађанима римске државе. Остаци материјалне културе које су за собом оставили Римљани и варвари често су међусобно слични, а племенски артефакти често су израђивани по римским узорима. На римској културној традицији темељи се и већи део интелектуалне и писане културе нових краљевина. Једна важна разлика састојала се у томе што су нови политички ентитети поступно изгубили пореске приходе. Многи од тих ентитета нису више издржавали своју војску помоћу пореских прихода, него су јој додељивали земљишне поседе, или феуде. То значи да се осећала мања потреба за великим пореским приходима, па се римски порески систем распао. Често су избијали ратови унутар краљевстава и између њих. Ропства је нестало, између осталог и зато што су пресушили извори робова, а цело је друштво постало више рурално.
Између 5. и 8. века нови народи и моћни појединци испунили су празнину коју је у политици оставио нестанак централне римске управе. Остроготи су се населили у Италији крајем 5. века и под Теодориком (умро 526.) успоставили краљевство, за које је била карактеристична међусобна сарадња романског и остроготског становништва, барем до последњих година Теодорикове владавине. Бургунди су населили Галију и, након што су 436. Хуни срушили њихову прву државу, током четрдесетих година 5. века утемељили су ново краљевство. То се краљество простирало на подручју између данашње Женеве и Лиона и крајем 5. и почетком 6. века развило се у моћно краљевство. У северној Галији Франци и Брити успоставили су своје мале државне ентитете. Средиште Франачке налазило се у североисточној Галији, а први франачки краљ о коме се зна нешто више био је Хилдерик I (умро 481.). Под Хилдериковим сином Хлодовехом I (вл. 509‒511) франачко се краљевство проширило и прешло на хришћанство. Брити, пореклом из Британије ― данашње Велике Британије ― настанили су се у области данашње Бретање, која је и названа тако по њима. Своја су краљевства утемељили и Визиготи у Хиспанији, Свеви у северозападној Хиспанији, те Вандали у северној Африци. У 6. веку Лангобарди су се настанили у северној Италији, где су остроготско краљевство заменили групом грофовија, које су повремено бирале једнога заједничког краља. Крајем 6. века ту је праксу већ заменила стална монархија.
Сеоба народа довела је у Европу нове етничке групе, премда су неке области претрпеле већи, а неке мањи уплив нових народа. На пример, у Галији су се придошлице у већој мери населиле у североисточном делу, а у мањој мери у југозападном. Словенски народи настанили су се у средишњој и источној Европи и на Балканском полуострву. Насељавање су пратиле и промене у језику. Латински су у западном делу некадашњег Римског царства поступно заменили језици који су израсли из латинског, али су се ипак од њега разликовали и који се скупно називају романским језицима. Ове лингвистичке промене догађале су се током многих векова. У Византијском царству и даље се говорио грчки језик, док су Словени са собом у источну Европу донели словенске језике.

### Опстанак Византа
Док су се на западу Европе стварала нова краљевства, Источно римско царство остало је нетакнуто проживљавајући привредни опоравак који је трајао све до првих деценија 7. века. У источном делу царства навале варвара нису биле толико бројне, а највише их је било на Балканском полуострву. Мир са Персијом, старим непријатељем Рима, потрајао је кроз већи део 5. века. У источном су царству склопљене чвршће везе између државе и хришћанске цркве, па су и расправе о црквеним доктринама стекле важност у политичком животу какву нису имале у западној Европи. У правној сфери на истоку је извршена кодификација римског права; прво настојање у том правцу довршено је 438. године у виду Теодосијевог законика. Под царем Јустинијаном (вл. 527–565) извршена је још једна компилација ― Јустинијанов зборник. Јустинијан је такође подржао градњу Свете Софије у Цариграду и освојио је од Вандала северну Африку, те Италију од Острогота, уз помоћ свог војног заповедника Белизара (умро 565.). До потпуног освајања Италије није дошло, будући да је због избијања куге 542. године, Јустинијан остатак своје владавине посветио пре одбрамбеним мерама, него даљим освајањима. У тренутку цареве смрти Византинци су под својом контролом држали већину Италије, северну Африку и мало упориште у јужној Шпанији. Историчари су критиковали Јустинијанова освајања тврдећи да су она растегла царство изван одбрањивих граница и омогућила муслиманска освајања, но многе од тешкоћа с којима су се суочили Јустинијанови наследници нису биле резултат само високих пореза којима су се морали платити његови ратови, него и природе царства која је у суштини била цивилна, што је отежавало регрутовање војске.
У источном царству додатне је тешкоће Јустинијановим наследницима стварао поступни прилив Словена на Балканско полуострво. Њихов је долазак у почетку био спорадичан, међутим до краја пете деценије 6. века словенска су се племена већ налазила у Тракији и Илирику, а 551. поразила су и један одред царске војске код Хадријанопоља. Током 560-их година Авари су почели надирати из свог седишта на северној обали Дунава, да би до краја 6. века постали главна сила у средишњој Европи која је без потешкоћа могла принудити византијског цара да им плаћа данак. Авари су све до 796. године остали снага с којом се морало рачунати. До још једног проблема с којим се Византија морала суочити дошло је због тога што се цар Мауриције (вл. 585–602) умешао у персијске прилике тако што је интервенисао у унутрашњој борби за персијско престо. То је довело до краткотрајног раздобља мира, али након збацивања Мауриција с власти, Персијанци су напали Византијско царство и током владавине цара Хераклија (вл. 610–641) контролисали велике делове царства, укључујући Египат, Сирију и Малу Азију, све док Хераклије није покренуо успешни противнапад. Византија је 628. године склопила с Персијом мировни уговор и повратила све своје изгубљене области. 

### Западноевропско друштво
Од старих породица које су припадале римској елити на западу Европе неке су изумрле, док су се друге више посветиле црквеним него световним пословима. Вредности које су се везивале за античку књижевност и образовање углавном су нестале и, премда је писменост и даље била на цени, она је сматрана пре практичном вештином него обележјем припадности елити. У 4. веку Хијероним (умро 420.) уснео је сан о томе како га је бог прекорио због тога што више времена проводи читајући Цицерона, него Библију. У 6. веку Гргур Турски уснео је сличан сан, али он није био прекорен због читања Цицерона, него због тога што је учио брзопис. До краја 6. века улогу темељног средства за подучавање вере у цркви од књиге су преузеле музика и уметност. Интелектуална настојања су углавном ишла у правцу подражавања античког образовања, мада су створена и нека изворна дела, укључујући и она која су била намењена усменом извођењу, а која су данас изгубљена. Типични су за ово раздобље списи Сидонија Аполинара (умро 489.), Касиодора (умро око 585.) и Боетија (умро око 525.).
До промена је дошло и међу обичним светом, будући да се племићка култура усредсредила на одржавање великих гозби у дворанама, а не на књижевну делатност. Богати су носили раскошну одећу украшену драгуљима и златом. Племићи и краљеви су издржавали борце који су стално били у њиховој пратњи и представљали основу војске. Comitatus су чинили младићи од којих се очекивала потпуна оданост свом господару. Ако би погинуо господар коме су били заклети на верност, и од њих се самих очекивало да се боре до смрти. Породичне везе у оквиру елите биле су важне, а на цени су биле врлине као што су оданост, храброст и част. Те су везе у аристократском друштву често доводиле до завада, какве су, на пример, биле оне о којима прича Гргур Турски, а које су поникле у меровиншкој Галији. Чини се да су се ти сукоби углавном завршавали исплатом неке врсте компензације. Жене су у животу аристократског друштва углавном учествовале као супруге и мајке мушкараца, при чему је улога владареве мајке била посебно истакнута у меровиншкој Галији. У англосаксонском друштву није било много деце на престолу, па је и улога жене као мајке малолетног владара била мања, мада, с друге стране, зато је израженија била улога опатица. Чини се да су једино у Италији жене увек стајале под заштитом или контролом неког од својих мушких сродника.
О животу села зна се знатно мање него о племићком друштву. Већина података којима историчари данас располажу потиче од археолошких налаза; писаних извора о сеоском животу готово да и нема пре 9. века. Већина описа живота нижих друштвених слојева потиче из законских одредби и од писаца који су сами припадали вишим сталежима. Модели земљопоседништва нису свугде на западу били истоветни: у неким су областима превлађивале ситне парцеле, а у другима су уобичајени били велики земљишни поседи. Те су разлике биле заслужне за развој врло разноликих сеоских заједница, од којих су некима доминирали крупни земљопоседници из редова аристократије, док су друге уживале значајан степен самосталности. Типова сеоских насеља било је много. Неки сељаци су живели у великим насељима у којима је могло бити и до 700 становника. Други су, пак, живели у малим групама од неколико породица, а било је и оних који су живели на изолованим сеоским поседима. У неким су се областима преплитала два или више различита обрасца сеоских насеља. За разлику од ситуације у позноримском раздобљу, сада није постојала оштра законска разлика између положаја слободног сељака и племића, те се породица слободног сељака могла надати да ће путем војничке службе током неколико генерација достићи ранг моћног феудалца.
Градски живот и култура из римског времена претрпели су значајне промене током раног средњег века. Премда је у италијанским градовима и даље живело много становника, њихова се величина ипак значајно смањила. Становништво Рима, на пример, у којем су некад живеле стотине хиљада грађана, смањило се до краја 6. века на 30.000 људи. Римски храмови претворени су у хришћанске цркве, док су градске зидине, с друге стране, остале у употреби. Градови су се смањили и у северној Европи, а градске структуре и друге јавне грађевине рушене су да би се добио грађевински материјал. Оснивање нових краљевстава често је доводило до пораста градова који су били одабрани за нове престонице. Мада је још у антици јеврејских заједница било у многим римским градовима, Јевреји су након христијанизације царства пролазили кроз раздобља повремених прогона. Јевреји су званично били толерисали, премда се настојало да се преведу на хришћанство, а повремено су и охрабривани да се настане у новим областима.

### Успон ислама
Верски осећаји у Византијском царству и Персији налазили су се у стању превирања крајем 6. и почетком 7. века. Јудаизам је била религија која је активно радила на конвертовању и зна се за барем једног арабљанског вођу који је и прешао на јудаизам: Ду Нувас, владар области у данашњем Јемену, прихватио је јудаизам 525. године, а прогон хришћана, који је затим покренуо, завршио се тако што је Аксумско краљевство с подручја Етиопије напало и на крају заузело његову државу. Хришћанска посланства такмичила су се с персијским зороастризмом у настојању да придобију нове вернике, посебно међу становницима Арабијског полуострва. Све су се те религије нашле у истом положају кад је у Арабији на историјску сцену ступио ислам током живота пророка Мухамеда (умро 632.). Након његове смрти муслимански су борци заузели велике делове Византијског царства и Персије, почев од Сирије 634–635. године, преко Египта 640–641, Персије између 637. и 642. године, све до северне Африке крајем 7. века и Пиринејског полуострва 711. године. До 711. године муслимани су успоставили контролу над већим делом тог полуострва, у области коју су назвали Ал-Андалус.
Муслиманска су освајања свој врхунац досегла половином 8. века. Након пораза муслиманске војске Поатјеа 732. године Франци су поново заузели јужну Француску, мада за заустављање успона ислама у Европи највеће заслуге има збацивање омјадске династије, на чије је место дошла абасидска династија. Абасиди су своју престолницу преселили у Багдад и више су се бавили Блиским истоком него Европом, те су изгубили контролу над неким деловима муслиманских области. Потомци Омејада владали су Пиринејским полуострвом, Аглабиди су држали северну Африку, а Тулуниди су завладали Египтом. До половине 8. века на Средоземљу су никли нови облици трговине; трговина између Франака и Арабљана заменила је некадашње римске трговачке обрасце. Франци су извозили дрвну грађу, крзно, мачеве и робове, а од Арабљана су увозили свилу и друге тканине те зачине и племените метале.

### Економија
Сеобе и ратови прекинули су у 4. и 5. веку трговачке путеве у подручју Средоземља. Прекинут је доток афричке робе у Европу, па је она прво нестала у унутрашњости континента, а у 7. веку могла се наћи тек у неколико градова као што су Рим и Напуљ. До краја 7. века, под утицајем муслиманских освајања, афрички производи потпуно су нестали у западној Европи. Током раног средњег века у свим областима које су некад чиниле Римско царство појављују се локални производи којима се настојало да се замени роба која је раније стизала из увоза. То је било карактеристично посебно за области које нису припадале средоземном подручју, као што су северна Галија и Британија. Продукти из увоза на које се наилази у археолошким истраживањима обично представљају луксузну робу. У северноевропским областима не само да су трговинске мреже биле локалног карактера, него је и роба која се превозила била врло једноставна, с тек мало грнчарије и других сложених производа. На Средоземљу је грнчарија и даље била доминантна и чини се да се није производила само локално, него да се њоме и трговало путем мрежа средњег досега.
Разне германске државе на Западу ковале су свој новац, који је подражавао постојеће римске и византијске облике. Златни се новац ковао све до краја 7. века, кад га је заменио сребрни. Основни сребрни новац у Франачкој био је денариј (denarius) или денијер (denier), док се англосаксонска врста звала пени (penny). Из тих су се области денијер и пени проширили по целој Европи у раздобљу између 700. и 1000. године. Бакарни и бронзани новац није кован, као ни златни, осим у јужној Европи. Ни сребрни новац није кован у различитим апоенима.

### Црква и монаштво
Хришћанство је пре арабљанских освајања представљало један од највећих фактора јединства између источне и западне Европе, док је освајање северне Африке прекинуло поморске везе између те две области. Између западне и византијске цркве настајале су све веће разлике у језику, обичајима и литургији. У источној се цркви користио грчки, а у западној латински језик. Појавиле су се теолошке и политичке разлике, а у првој половини 8. века питања као што су иконоборство, свештенички брак и државна контрола над црквом постала су доминантна у толиком ступњу да су културне и верске разлике превладале над сличностима. До формалног раскола дошло је 1054. године, кад су се римски папа и цариградски патријарх сукобили око папске супремације и онда екскомуницирали један другога, што је довело до поделе хришћанске заједнице на две цркве ― западна је грана постала римокатоличка црква, а источна грана православна црква.
Црквена структура каква је постојала у Римском царству преживела је на Западу сеобе народа и варварске навале у углавном нетакнуту облику, али папство је није посебно ценило и мало се западних бискупа окретало бискупу у Риму у потрази за верским или политичким вођством. Многе папе пре 750. године више су се бавиле византијским приликама и теолошким расправама на хришћанском Истоку. Сачувана су многобројна писма папе Гргура Великог (папа 590–604), од којих се највећи број бави приликама у Италији и Цариграду. Папство је неки значајнији утицај имало једино у Британији, где је Гргур 597. године послао посланство са задатком да преобрати Англо-Саксонце у хришћанство. Ирски мисионари били су најактивнији у западној Европи у раздобљу између 5. и 7. века; прво су посетили Енглеску и Шкотску, а затим су прешли у континенталну Европу. Под вођством монаха као што су Колумба (умро 597.) и Колумбан (умро 615.) оснивали су самостане, подучавали су латински и грчки, те писали верска и световна дела.
У раном средњем веку дошло је до успона монаштва на Западу. Облик европског монаштва диктирале су традиције и идеје које су потекле од пустињских отаца у Египту и Сирији. Већина европских самостана усредсредила се на заједничко искуство духовног живота, а та врста монаштва ― коју је у 4. веку развио Пахомије (умро 348.) ― назива се ценобитским. Самостански су се идеали проширили из Египта по западној Европи током 5. и 6. века путем хагиографских списа, као што је Живот Антонијев. Бенедикт из Нурсије (умро 547.) написао је у 6. веку бенедиктинска правила за самостане на Западу, где су пописане управне и духовне дужности заједнице монаха на чијем се челу налази један опат. Монаси и самостани снажно су утицали на верски и политички живот у раном средњем веку, делујући као повереници моћних земљопоседничких породица, као средишта промоције и потпоре владара у новоосвојеним областима те као полазне тачке за мисије и ширење хришћанства. Самостани су били главна и неретко једина средишта образовања и писмености у одређеној области. Многи од сачуваних рукописа античке римске књижевности преписани су у самостанима током раног средњег века. Монаси су писали и властита дела на латинском језику, обрађујући историјске, теолошке и друге теме, на пример Беда Часни (умро 735.), родом из северне Енглеске, који је стварао крајем 7. и почетком 8. века.

### Каролиншка Европа
Франачко се краљевство у северној Галији током 6. и 7. века поделило на Аустразију, Неустрију и Бургундију, од којих је сваком владала меровиншка династија, која је потицала од Кловиса. Седми је век био немирно раздобље ратова између Аустразије и Нестурије. Те ратове искористио је Пипин (умро 640.), мајордом аустразијски, који је постао изузетно моћан на аустразијском двору. Његови су потомци наследили ту дужност и деловали као саветници и регенти. Један од њих, Карло Мартел (умро 741.), победио је у бици код Поитиерса 732. и тако зауставио напредовање муслиманске војске преко Пиринеја. На британском острву развило се више мањих држава, међу којима су најважније биле краљевине Нортумбрија, Мерција, Весекс и Источна Англија, где су владали потомци англо-саксонских освајача. Мања краљевства у данашњем Валсу и Шкотској још увек су контролисали домаћи Брити и Пикти. Ирска је била подељена на још мање политичке јединице, којима су такође владали краљеви и које се обично називају племенским краљевствима. Локалних краљева у Ирској било је можда и 150 на броју, мада нису сви били једнаке важности.
Каролиншка династија, тј. потомци Карла Метела, званично је преузела контролу над аустразијским и неустријским краљевством у својеврсном пучу који је 753. године предводио Пипин III (вл. 752–768). Једна савремена хроника тврди да је Пипин од папе Степана II (папа 752–757) тражио и добио пристанак за тај пуч. Пипиново преузимање власти оснажиле је промоционе мере које су Меровинге приказивале као неспособне и окрутне тиране, величале достигнућа Карла Матела и шириле приче о изузетној побожности Каролинга. Након Пипинове смрти 768. године његово је краљевство остало двојици његових синова, Карлу (вл. 768–814) и Карломану (вл. 768–771). Кад је Карломан умро природном смрћу, Карло је спречио ступање на власт Карломановог младога сина и сам се прогласио владарем уједињене аустразијско-неустријске краљевине. Карло, који је познатији као Карло Велики, покренуо је 744. године програм системског ширења власти, који је на крају резултирао уједињењем великог дела Европе, односно данашње Француске, северне Италије и Саксоније. Током ратова, који су трајали и након 800. године, награђивао је своје савезнике ратним пленом и земљишним поседима. Карло Велики је 774. године покорио Лангобарде, што је ослободило папство страха од лангобардског освајања и означило почетак папске државе.
Крунидба Карла Великога за цара на Божић 800. године сматра се прекретницом у историји средњега века, која означава својеврсну обнову Западног римског царства, будући да је нови цар владао великим делом области која се некад налазила под влашћу западноримских царева. Она означава и промену у односу Карла Великога према Византијском царству, будући да је узимањем царскога наслова истакнуо једнакост каролиншке државе у односу на византијску. Новоосновано каролиншко царство имало је нека обележја по којима се разликовало како у односу на старо Западно римско царство, тако и у односу на савремено Византијско царство. Франачка земља је по свом темељном обележју била рурална, с тек неколико мањих градова. Већина њених становника били су сељаци који су живели на малим поседима. Готово да није било трговине, а оно мало трговинских веза што је постојало одржавало се с Британским острвима и Скандинавијом, за разлику од некадашњег Римског царства и његових трговачких путева усредсређених у области Средоземља. Царством је управљао путујући двор који је путовао с царем, те неких три стотине царских званичника који су се звали грофови и који су управљали грофовијама, на које је царство било подељено. Свештенство и локални бискупи такође су служили као државни званичници, док су царски службеници познати као Missus dominicus вршили послове надзорника и посредника у решавању проблема.

### Каролиншка ренесанса
Двор Карла Великог у Ахену био је средиште културне обнове која се некад назива каролиншком ренесансом. У том је раздобљу дошло до пораста писмености, развитка уметности, архитектуре и правне науке, као и појачаног занимања за литургијска и библијска питања. Енглески монах Алкуин (умро 804.) био је позван у Ахен и са собом је донео образовање какво се практиковало у нортамбријским самостанима. У царевој канцеларији, тј. писарници, користио се нови облик латинскога писма, који се данас назива каролиншком минускулом, што је допринијело развоју јединственог облика писма и тако унапредило комуникацију широм великог дела Европе. Карло Велики промовисао је промене у црквеној литургији и у својим доменима наметао римске црквене обреде, као и грегоријанске напеве у литургијској црквеној музици. Једна од важнијих делатности учењака у овом је раздобљу било преписивање, исправљање и ширење темељних дела на верске и световне теме, с циљем да се подстакне учење. Писана су и нова дела на религијске теме, као и нови уџбеници. Граматичари су у том раздобљу модификовали латински језик, који је из класичног облика какав је постојао за време Римског царства, прешао у гипкији латинитет који је могао задовољити потребе цркве и царске управе. До Карловог се времена латински већ толико разликовао од класичног језика да је касније назван средњовековним латинитетом.

### Распад Карловог царства
Карло Велики је планирао следећи франачку традицију да подели своје краљевство између свих својих наследника, али у тој намери није успео, будући да је до 813. године у животу остао само један његов син, Луј I Побожни (вл. 814–840). Непосредно пре него што је Карло умро 814. године крунисао је Лудвига као свога наследника. Лудвигову 26-годишњу владавину обележиле су бројне поделе царства међу његовим синовима, а након 829. године букнули су и грађански ратови између различитих савеза оца и његових синова око контроле над различитим деловима царства. На крају је Лудвик признао за цара свог најстаријег сина, Лотара I (умро 855.) и предао му Италију. Остатак свога царства Лудвиг је поделио између Лотара и свога најмлађег сина, Карла Ћелавог (умро 877.). Лотар је узео Источну Франачку, која се протезала с обе стране реке Рајне и даље на исток, док је Карло контролисао Западну Франачку, западно од рајнске области и Алпа. Средњи син, Лудвиг Немачки (умро 876.), који није одустајао од побуне, на крају је добио на управу Баварску под сизеренством свог старијег брата. Међутим ова подела није била универзално прихваћена. Пипин II Аквитански (умро након 864.), царев унук, дигао се на буну тражећи власт над Аквитанијом, док је Лудвиг Немачки покушао да анектира целу Источну Франачку. Луј Побожни умро је 840. године остављајући за собом царство у хаосу.
Након његове смрти уследио је трогодишњи грађански рат. Верденским споразумом (843) из Рајне и Роне утемељено је краљевство које је, уз Италију, добио Лотар, а признат му је и царски наслов. Лудвиг Немачки контролисао је Баварску и источне области данашње Немачке. Карло Ћелави добио је западне франачке земље, које су чиниле већи део данашње Француске. Унуци и праунуци Карла Великог делили су своја краљевства међу потомцима и на крају уништили сву унутрашњу кохезију. Каролиншка је династија у западним областима свргнута 987. године, кад је за краља крунисан Хуго Капет (вл. 987–996). У источним областима каролиншка је династија изумрла још 911. године, кад је умро Лудвиг Дете, а за краља био изабран Конрад I (вл. 911–918), који није био у сродству с Каролинзима.
Распад Каролиншког царства пратиле су сеобе и навале спољашњих непријатеља. Атлантске и северне обале нападали су Викинзи, који су пустошили и британска острва, где су се и населили, а настанили су се и на Исланду. Године 911. викиншки поглавар Роло (умро око 931) добио је допуштење од франачког краља Карла Безазленог (вл. 898–922) да се настани у подручје које ће постати познато као Нормандија. Источни делови франачких земаља, посебно Немачка и Италија, налазили су се под сталним нападима Мађара, све док ови нису поражени у бици на Лешком пољу 955. године. Сломом абасидске династије исламски се свет распао у мање државне ентитете, од којих су се неки почели ширити према Италији и Сицилији, као и преко Пиринеја у јужне делове франачких земаља.

### Нова краљевства и Византинско оживљавање
Напори локалних владара да се супротставе освајачима довели су до успостављања нових политичких ентитета. У англосаксонској Енглеској краљ Алфред Велики (вл. 871–899) крајем 9. века склопио је с викиншким нападачима споразум, који је довео до насељавања Данаца у Нортамбрији, Мерцији и деловима источне Англије. До половине 10. века Алфредови су наследници освојили Нортамбрију и поновно успоставили енглеску власт над већим делом јужне Британије. У северној Британији Кенет Макалпин (умро око 860.) ујединио је Пикте и Шкоте у Краљевину Албу. Почетком 10. века у Немачкој се учврстила Отонска династија, која је нарочито допринела одбијању мађарских напада. Њени су напори кулминирали 962. године крунидбом Отона I (вл. 936–973) за цара Светог римског царства. Он је 972. године испословао и византско признање свог царскога наслова, што је било запечаћено женидбом његова сина Отона II (вл. 967–983) за Теофанију (умрла 991), кћер Романа II (vl. 959–963), једног од претходних византијских царева. Крајем 10. века, након једног нестабилног раздобља, Италија је ушла у сферу отонског царства. Отон III (вл. 996–1002) позни део своје владавине провео је углавном у Италији. Западно франачко краљевство било је више фрагментисано и, премда су номинално њиме и даље владали краљеви, велики део политичке моћи лежао је у рукама обласних господара.
Хришћанске мисије у Скандинавији током 9. и 10. века допринеле су успону краљевина као што су Шведска, Данска и Норвешка, које су добиле на снази и прошириле своје територије. Неки су се краљеви преобратили у хришћанство, али тек су након 1000. године то учинили сви. Скандинавци су се ширили по Европи и оснивали своје насеобине. Поред насеобина у Ирској, Енглеској и Нормандији, настанили су се и на Исланду и у области која ће постати Русија. Шведски трговци и нападачи спуштали су се рекама у руској степи и чак покушали да заузму Цариград 860. и 907. године. Хришћанска Шпанија, која је у почетку сачињавала само мало подручје на северу Пиринејског полуострва, поступно се током 9. и 10. века ширила на југ, где су основане краљевине Астурија и Леон.
На истоку је Византија проживљавала нови успон под царем Вазилијем I Македонцем (вл. 867–886) и његовим наследницима Лавом VI Мудрим (вл. 886–912) и Константином VII Порфирогенетом (вл. 913–959), припадницима македонске династије. Трговина је поновно оживела, а цареви су надзирали успостављање и ширење јединствене управе над свим византијским провинцијама. Војска је реорганизована, што је царевима Јовану |I Цимискију (вл. 969–976) и Василију II (вл. 976–1025) омогућило да на свим странама прошире границе царства. Царски је двор био средиште обнове античког образовања, што је познато као македонска ренесанса. Писци као што је Иван Геометар (почетак 10. века) састављали су нове химне, песме и друга дела. Хришћанске мисије које је слало и источно и западно свештенство успеле су да покрсте Моравце, Бугаре, Чехе, Пољаке, Мађаре и Славене у Кијевској Русији. Ови процеси христијанизације допринели су успостављању државних ентитета у областима где су ти народи живели ― Моравске, Бугарске, Бохемије, Мађарске, Пољске и Кијевске Русије. Бугарска, која је основана око 680. године, на својем се врхунцу простирала од Будимпеште до Црног мора и од Дњепра у данашњој Украјини до Јадранског мора. До 1018. године и последњи су се бугарски племићи предали Византијском царству.

### Уметност
Након Константинових базилика у 4. веку све до 8. века готово да уопште нису грађене нове велике структуре од камена, премда је током 6. и 7. века подигнуто мноштво мањих камених грађевина. До почетка 8. века у каролиншком је царству оживела базилика као архитектонски облик. Једно од обележја базилике је употреба трансептa, тј. „руку“ грађевине у облику крста које стоје вертикално у односу на дуги брод. Међу другим новим обележјима архитектуре налазе се средокршће и монументални улаз у цркву, обично на западној страни грађевине.
Каролиншка уметност стварана је за малу групу дворјана и за самостане и цркве које су они подупирали. Том су уметношћу доминирала настојања да се достигне достојанство и класицизам царске римске и византијске уметности, али је на њу утицала и инсуларна уметност британских острва. У инсуларној се уметности енергија ирско-келтског и англосаконско-германског орнаменталног стила спајала с медитеранским формама као што је књига; та је уметност утемељила многа обележја уметности која ће опстати током целог средњовековног раздобља. Сачувана религијска дела из раздобља раног средњег века већином чине илуминирани рукописи и изрезбарени предмети од слоноваче, израђивани изворно за металне предмете који су у међувремену претопљени. Предмети од племенитих метала били су најцењенији уметнички облици, мада су готово сви данас изгубљени осим неколико примерака, као што су Лотаров крст, неколико реликвија, налаза у англосаксонској гробници на локалитету Сатон Ху, остава блага у Гоурдону из меровиншке Француске, блага из Гуарразара из визиготске Шпаније и благо из Нађ Сент Миклоша близу византијске територије. Пронађени су и велики брошеви у облику фибуле или пенанулара, који су представљали један од главних орнаменталних елемената припадника елите и међу којима је и ирски брош из Таре. Од књига, богато су се украшавала углавном еванђеља, која су се сачувала у већем броју, међу њима и Келска књига, Линдисфарнска еванђеља и царски Златни кодекс св. Емерама, који је један од ретких где је сачуван „драгуљарски увез” од злата прекривеног драгуљима. Чини се да је двор Карла Великог био заслужан за прихваћање фигуративне монументалне скулптуре у хришћанској уметности, а до краја овог раздобља у важним су црквама постале уобичајене фигуре у готово природној величини, као што је, на пример, Геронов крст.

### Војно-технолошка достигнућа
У време позног Римског царства главни развој у погледу војне тактике тицао се настојања да се створи делотворна коњичка снага, као и високоспецијализоване врсте војних одреда. Увођење тешко наоружаних коњаника налик на катафракте представљао је важно обележје римске војске у 5. веку. Различити освајачи имали су и различите темељне врсте војника ― од претежито пешадијских Англо-Саксонаца, који су нападали Британију до Вандала и Визигота, чије су војске укључивале и значајан коњички елемент. Током раног раздобља варварских инвазија узенгије још нису биле уведене у употребу, што је ограничавало корист коњице као нападачке јединице, будући да није било могуће сву снагу коња и јахача искористити под ударцима које је јахач задавао. Највећа је промена у војној сфери током раздобља инвазија било прихваћање хунског композитног лука уместо ранијег и слабијег скитског композитног лука. Осим тога, све су се више користили дуги мачеви, а дошло је и до поступне замене љускастог оклопа (који наликује покривачу од крљушти) верижним (налик на ланац и израђеним од металне жице) и ламеларним оклопом (састављеним из правокутних плочица).
Пешадија и лака коњица почели су да губе на важности почетком каролиншког раздобља, кад је све већу улогу добила елитна тешка коњица. Обавезна регрутација слободног становништва такође се спроводила у знатно мањој мери током каролиншког раздобља. Премда је већи део каролиншке војске био опремљен коњима, чини се да је један значајан део заправо представљала коњичка пешадија, а не истинска коњица. Једини је изузетак била англосаксонска Енглеска, где су војске још увек биле састављене од војника регрутованих на локалном нивоу; таква се војска звала фирд и њоме су заповедали припадници локалне елите. Једна од главних промена у војној технологији био је повратак самострела, који се користио у антици, а затим је поновно ушао у упорабу као војно оружје крајем раног средњег века. Још једна промена било је увођење узенгија, што је повећало делотворност коњице као нападачке јединице. Употреба потковица, која је омогућила кориштење коња и на стеновитом терену, представљала је технолошки напредак чије су импликације далеко превазилазиле војну сферу.

## Развијени средњи век

### Друштво и економија
У развијеном средњем веку дошло је до експанзије броја становништва. Процењена популација Европе порасла је с 35 на 80 милиона између 1000. и 1347. године, иако су тачни узроци још увек нејасни – нека од објашњења је побољшане пољопривредне технике, пад робовласништва, блажа клима, као и чињеница да у том раздобљу није било страних инвазија. Чак 90% европске популације и даље су чинили рурални сељаци. Многи више нису обитавали на изолованим фармама већ се се скупљали у мале заједнице, које се обично називају имањима или селима. Ти су сељаци често били поданици племића и плаћали су им најам и пружали друге услуге, што је део система који се назива кметством. Остало је неколико слободних сељака у том периоду и након њега, при чему их је више било у јужноевропским регијама него на северу. Пракса обрађивања новог земљишта пружањем подстицаја сељацима који би се ту населили такође је допринела експанзији популације.
У остале слојеве друштва спадало је племство, свештенство и грађанство. Племићи, како они с племићком титулом тако и обични витезови, искориштавали су имања и сељаке, мада нису директно поседовали земљиште, него примали права на доходак од имања или другог земљишта од владара системом феудализма. Током 11. и 12. века та имања или феуди постала су наследна и у већини се места више нису могла делити међу свим наследницима као што је био случај у раном средњем веку. Уместо тога, већину феуда и земљишта наслеђивао је најстарији син. Доминантност властеле заснивала се на њиховој контроли земљишта, војној служби као у тешкој коњици, контроли замкова и разним имунитетима од пореза или других намета. Замкове, првобитно грађене од дрвета, а касније и од камена, почели су да подижу у 9. и 10. веку као одговор на нереде у том периоду, те су они пружали заштиту од нападача као и одбрану од ривала. Контрола замкова омогућила је племићима да се супротстављају краљевима или другим владарима. Племство је било слојевито; краљеви и највише племство контролисали су велики број људи и велике земљишне површине, као и остале племиће. Испод њих, ниже племство имало је власт над мањим подручјима и над мањим бројем људи. Витезови су били најниже племство; контролисали су земљиште, али га нису поседовали, и морали су служити остале племиће.
Свештенство се делило на две врсте: секуларно свештенство, које је живело међу народом, и монашко свештенство, које је живело под верским правилима и чији су припадници обично били монаси. Током развијеног средњег века монаси су остали веома мали део популације и обично их није било више од један посто укупног становништва. Већина монашког свештенства потицала је из племства, исте друштвене класе која је служила као плодно тло за регрутирање у горње слојеве секуларног свештенства. Локални свештеници често су бирани из сељачке класе. Становници градова били су у донекле необичној позицији, будући да се нису уклапали у уобичајену троделну поделу друштва на племство, свештенство и сељаштво. Током 12. и 13. века број грађана значајно се повећао, зато што су постојећи градови расли, а оснивали су се и нови. Међутим, током целог средњег века популације градова вероватно никада нису прешле 10% укупне популације.
Током овог раздобља и Јевреји су се раширили по Европи. Заједнице су основане у Немачкој и Енглеској у 11. и 12. веку, али су шпански Јевреји, одавно насељени у Шпанији под муслиманима, дошли под хришћанску владавину и суочавали се са све већим притиском да пређу на хришћанство. Већина Јевреја била је ограничена на градове, будући да им је било забрањено да поседују земљиште или да буду сељаци. Осим Јевреја, постојали су и други нехришћани на рубовима Европе – пагански Словени у источној Европи и муслимани у јужној Европи.
Жене су у средњем веку службено морале бити подређене неком мушкарцу, било оцу, мужу или неком другом сроднику. Удовице, којима се често омогућавао висок ступањ контроле над властитим животом, ипак су биле законски ограничене. Женски послови углавном су се састојали од вођења домаћинства и других задатака у вези с домаћинством. Сељанке су обично биле одговорне за бригу о домаћинству, деци, као и врту и домаћим животињама у близини куће. Могле су допунити кућни доходак предењем или варењем пива код куће. У време жетве од њих се очекивало и да помогну у пољским пословима. Грађанке, као и сељанке, биле су одговорне за домаћинство, а могле су се бавити и трговином. Која је трговина била доступна женама зависило је од државе и периода. Племкиње су биле одговорне за управљање домаћинством, а понекада се могло очекивати од њих и да управљају целим имањем у случају одсуства мушког сродника, али им је обично било забрањено учествовање у војсци или владиним пословима. Једина улога у Цркви отворена за жене била је позиција монахиње, будући да нису могле постати свештенице.
У средишњој и северној Италији и Фландрији, успон градова који су у одређеној мери били самоуправни подстакао је економски раст и отворио пут настанку нове врсте трговинских удружења. Трговачки градови на обалама Балтика ступили су у договоре познате као Ханзеатски савез, а италијанске поморске републике попут Венеције, Женеве и Пизе прошириле су своју трговину по целом Средоземљу. Велики трговински сајмови основани су и узели маха у северној Француској током тог периода, омогућивши италијанским и немачким трговцима да тргују међусобно, као и са локалним трговцима. У касном 13. веку по први пут су искориштене копнене и морске руте према Далеком истоку, које је трговац Марко Поло (умро 1324.) описао у свом делу Путовања Марка Пола. Поред развоја трговине, пољопривредни и технолошки напредак омогућио је повећање приноса усева, што је заузврат омогућило ширење трговачких мрежа. Растућа трговинска размена довела је до нових метода руковања новцем, а златне кованице поново су се почеле ковати у Европи, прво у Италији, а касније у Француској и осталим земљама. Појавили су се нови облици комерцијалних уговора, који су омогућили заједнички удео трговаца у ризицима. Побољшале су се рачуноводствене методе, деломично употребом двојног књиговодства; такође су се појавили и акредитиви, који су омогућили лакши пренос новца.

### Успон државне власти
Развијени средњи век био је формативни период у историји модерних западних држава. Краљеви у Француској, Енглеској и Шпанији учврстили су своју моћ и успоставили трајне институције власти. Нове краљевине попут Мађарске и Пољске, након прелаза на хришћанство, постале су централноевропске силе. Мађари су настанили Мађарску око 900. године под краљем Арпадом (умро 907.) након низа инвазија у 9. веку. Папство, дуго везано за идеологију независности од секуларних краљева, по први је пут преузело световну власт над читавим хришћанским светом; папска монархија достигла је свој врхунац у раном 13. веку под понтификатом Иноћентија III (папа 1198–1216). Северни крсташки ратови и напредак хришћанских краљевстава и војних редова у претходно поганским областима у Балтику и на североистоку Финске изазвали су присилну асимилацију великог дела локалног становништва у европску културу.
Током раног периода развијеног средњег века Немачком је владала Отонска династија, која се борила за контролу над моћним војводама који су владали територијалним војводствима још од раздобља миграција. Њих је 1024. заменила Салијска династија, која се сукобила с папством под царем Хајнрихом IV (вл. 1084–1105) око црквених именовања у склопу борбе за инвеституру. Његови наследници наставили су борбу против папства, као и немачког племства. Након смрти цара Хајнриха V (вл. 1111–1125), који је умро без наследника, уследио је период нестабилности, све док Фридрих I Барбароса (вл. 1155–1190) није преузео царско престоље. Иако је владао ефикасно, основни су се проблеми задржали, те су се његови наследници наставили борити и у 13. веку. Барбаросин унук, Фридрих  (вл. 1220–1250), који је такође био престолонаследник Сицилије преко своје мајке, често је улазио у сукобе са папством. Његов је двор био познат по учењацима, а он је сам често оптуживан за кривоверје. Он и његови наследници имали су многе потешкоће, укључујући и упад Монгола у Европу средином 13. века. Монголи су прво пробили кнежевине Кијевске Русије, а потом напали источну Европу 1241, 1259. и 1287. године.
Под династијом Капета, Француска је полако почела ширити свој ауторитет над племством, проширивши се до Ил де Франса како би вршила контролу над већим делом државе у 11. и 12. веку. Суочили су се са снажним противником у лику нормандијских војвода, који су 1066. под Вилијамом I Освајачем (војвода 1035–1087), освојили Енглеску (вл. 1066–87) и створили државу која се простирала с обе стране Енглеског канала и која је, у различитим облицима, трајала током остатка средњега века. Нормани су се населили и на Сицилији и у јужној Италији када се Роберт Гвискар (умро 1085.) ту искрцао 1059. и основао војводство које је касније постало део Краљевине Сицилије. Под Анжујцима, Хенријем  (вл. 1154–89) и његовим сином Рикардом I (вл. 1189–99), краљеви Енглеске владали су њоме и великим подручјима Француске, која су им припала захваљујући браку Хенрија II са Елеанором од Аквитаније (умрла 1204.), наследницом већег дела јужне Француске. Ричардов млађи брат Јован без Земље (вл. 1199–1216) изгубио је Нормандију и остатак североисточне Француске 1204. године, који су припали француском краљу Филипу II Августу (вл. 1180–1223). То је довело до размирица међу енглеским племством, а Иванова строгост у погледу финансија у сврху плаћања неуспелих покушаја поновног освајања Нормандије 1215. довела је до стварања Велике повеље, која је потврдила права и привилегије слободних људи у Енглеској. Под Хенријем  (вл. 1216–1272), Јовановим сином, племству су учињени додатни уступци, а моћ краља је опала. Француска монархија и даље је побеђивала у сукобима против племства током касног 12. и 13. века, уневши још територија под контролу централне власти и централизиравши краљевску управу. Под Лујем IX (вл. 1226–1270) краљевски престиж достигао је нове висине, те је Луј често служио као посредник у разним размирицама широм Европе.
На Пиринејском полуострву хришћанске државе, које су биле ограничене на његов северозападни део, почеле су пробој против исламских држава на југу, што је раздобље које се назива реконкистом. До око 1150. године хришћански се север сјединио у пет главних краљевстава: Леон, Кастиља, Арагон, Навара и Португал. Југ Пиринејског полуострва остао је под контролом исламских држава, првобитно под Кордопским калифатом, који се 1031. распао у више малих држава, чији се број стално мењао и које су се звале таифе. Те су се државе бориле с хришћанима док Алмохадски калифат није поново успоставио централизирану владавину над југом Пиринејског полуострва током 1170-их. Хришћанске снаге напредовале су почетком 13. века, што је кулминирало освајањем Севиље 1248. године.

### Крсташки ратови
У 11. веку Селџуци су освојили већи дио Блиског истока, заузевши Персију током 1040-их, Јерменију током 1060-их и Јерусалим 1070. године. Турска је војска 1071. победила византијску у бици код Манцикерта и заробила византијског цара Романа IV (вл. 1068–1071). Турци су након тога могли слободно напасти Малу Азију, што је нанело јак ударац Византијском царству, зато што су му одузели већи део становништва и главни извор прихода. Иако су се Византинци прегруписали и донекле опоравили, никада нису потпуно повратили Малу Азију и често су се морали бранити. Турци су такође имали потешкоћа, будући да су им Јерузалим преотели египатски Фатимиди и да су претрпели низ унутрашњих грађанских ратова. Византинци су се такође суочили са оживљеном Бугарском, која се крајем 12. и у 13. веку проширила на Балкану.
Циљ крсташких ратова било је узимање Јерусалима из муслиманске власти. Први крсташки рат објавио је папа Урбан  (папа 1088–1099) на сабору у Клермону 1095. као одговор на молбу византинског цара Алексија I Комнина (вл. 1081–1118) за помоћ против даљњег муслиманског напредовања. Урбан је обећао опрост свакоме ко буде учествовао. Хиљаде људи из свих слојева друштва мобилисали су се по читавој Европи и освојили Јерузалим 1099. године. Једно од обележја крсташких ратова били су погроми локалних Јевреја, до чега је често долазило кад су крсташи напуштали своје земље и ишли на Исток. Они су били нарочито брутални током Првог крсташког рата, када су јеврејске заједнице у Келну, Мајнцу и Вормсу искорењене, а остале заједнице у градовима између река Сене и Рајне знатно смањене. Још један изданак крсташких ратова било је оснивање нових врста монаштава, витешких редова темплара и хоспиталаца, који су спојили монашки живот с војном службом.
Крсташи су учврстили своја освајања у крсташким државама. Током 12. и 13. века дошло је до низа сукоба између тих и околних муслиманских држава. Молбе тих држава папству довеле су до нових крсташких ратова, попут Трећег крсташког рата, објављеног у сврху поновног освајања Јерузалима, који је Саладин (умро 1193.) освојио 1187. године. Четврти крсташки рат 1203. био је усмерен на Цариград уместо на Свету земљу, те је он заузет 1204. године, што је довело до успостављања Латинског царства са средиштем у Цариграду и до значајног слабљења Византинског царства. Византинци су поново заузели Цариград 1261. године, али никада нису достигли своју некадашњу снагу. До 1291. године све крсташке државе биле су поново освојене или изгуране са копна, мада је титуларно Јерузалимско краљевство опстало на Кипру још неколико година након тога.
Папе су позивале на крсташке ратове и другде осим у Светој земљи: у Шпанији, јужној Француској и дуж Балтика. Шпански крсташки ратови спојили су се са реконквистом Шпаније од муслимана. Иако су темплари и хоспиталаци учествовали у шпанским крсташким ратовима, основани су и слични шпански војно-религијски редови, од којих се до почетка 12. века већина утопила у два главна реда, Ред Калатрава и Ред Сантијага. Северна Европа је остала изван опсега хришћанског утицаја до 11. века или касније, те је постала поприште хришћанских ратова као део Северних крсташких ратова од 12. до 14. века. Ти крсташки ратови такође су изродили један војни ред, Ред браће мача. Још један ред, Тевтонски витешки ред, иако изворно основан у крсташким државама, усредоточио је већи део своје активности на Балтик након 1225. године, а 1309. преместио је главно седиште у Мариенбург у Пруској.

### Интелектуални живот
Током 11. века развој у филозофији и теологији довео је до повећане интелектуалне активности. Постојала је расправа између реалиста и номиналиста по питању концепта „универзалија”. Филозофски дискурс био је подстакнут поновним откривањем Аристотела и његовог нагласка на емпиризму и рационализму. Учењаци попут Пјера Абелара (умро 1142.) и Пјера Ломбардијског (умро 1164.) увели су Аристотелову логику у теологију. Крајем 11. и почетком 12. века дошло је и до успона катедралних школа у западној Европи, што је означило прелаз са учења у манастирима на учење у катедралама и градовима. Катедралне су школе, пак, потом заменили универзитети основани у већим европским градовима. Филозофија и теологија спојиле су се у сколастици, покушају учењака 12. и 13. века да помире ауторитативне текстове, пре свега Аристотела и Библију. Тај је покрет покушао да употреби систематски приступ истини и разуму и кулминирао је мишљу Томе Аквинског (умро 1274.), који је написао дело Summa theologica, тј. Апстракт теологије.
На краљевским и племићким дворовима дошло је до развоја витештва и етоса дворске љубави. Та се култура изражавала на народном језику уместо на латинском и састојала се од поема, прича, легенди и популарних песама које су ширили трубадури, путујући забављачи. Приче су често записивали у Шансонама де жест или „песмама великих дела“, као што су Песма о Ролану и Песма о Хилдебранду. Писане су и религијске историје. Џефри од Монмута (умро 1155.) написао је Историју британских краљева, збирку прича и легенди о краљу Артхуру. Остала дела била су више историјског типа, као што су Подвизи цара Фридрика (Gesta Friderici Imperatoris) Отона Фрајзиншког (умро 1158.), у којем су описана дела Фридрика Барбаросе, те Подвизи краљева (Gesta regum) Вилијама од Малмесберија (умро 1143.) о краљевима Енглеске.
Правна наука напредовала је у 12. веку. У развијеном средњем веку студирало се и секуларно и канонско, односно црквено право. Секуларно право, односно римско право, много је напредовало открићем дела Corpus iuris civilis у 11. веку, а до 1100. римско се право почело подучавати у Болоњи. То је довело до бележења и стандардизације законика у читавој западној Европи. Такође се студирало канонско право, те је око 1140. монарх по имену Грацијан (12. век), учитељ у Бологни, написао оно што ће постати стандардни текст канонског права – Decretum Gratiani.
Међу последицама грчког и исламског утицаја на овај период у европској историји били су замена римских бројева декадним позиционим бројевним системом и откриће алгебре, што је омогућило напреднију математику. Дошло је до напретка у астрономији након превода Птолемејевог Алмагеста са грчког на латински крајем 12. века. Такође се проучавала и медицина, нарочито на југу Италије, где је исламска медицина утицала на Школу у Салерну.

### Технологија и војска
У 12. и 13. веку у Европи је дошло до привредног раста и развоја нових метода производње. Главна технолошка достигнућа били су откриће ветрењаче, првих механичких сатова, мануфактура жестоких пића и употреба астролаба. Конкавне наочаре изумео је око 1286. године један непознати Италијан, који је вероватно радио у Пизи или њеној околини.
Развој тропољног плодоредног система за сејање усева повећао је употребу земљишта са једне половине у употреби сваке године, под старим двопољним системом, на две трећине под новим системом, што је довело до повећања производње. Развој тешког плуга омогућио је ефикаснију обраду тежег тла, чему је допринело и ширење коњског оковратника, што је довело до употребе теглећих коња уместо волова. Коњи су бржи од волова и захтевају мање испаше – фактори који су потпомогли увођењу тропољног система.
Изградња катедрала и замкова унапредила је грађевинску технологију, што је довело до развоја великих камених грађевина. У помоћне грађевине спадале су нове градске скупштине, куће, мостови и десетинске штале. Изградња бродова побољшала се са употребом метода ребра и даске уместо старог римског система рупе и клина. Остала побољшања у вези с бродовима била су употреба латинског једра и крмене статве, од којих су оба повећала брзину којом брод може да плови.
У погледу војске, дошло је до повећане употребе пешадије са специјализованим улогама. Заједно са још увек доминантном тешком коњицом, војске су често укључивале јахаће и пешадијске самострелце, као и подриваче и инжењере. Самострели, за које се знало још од касне антике, више су се користили деломично због чешћег опсадног ратовања у 10. и 11. веку. Све већа употреба самострела у 12. и 13. веку довела је до употребе кацига са затвореним лицем, тешког оклопа, као и коњског оклопа. Барут је постао познат у Европи до средине 13. века и забележено је да су га употребили Енглези у рату против Шкота 1304. године, иако је само кориштен као експлозив, а не оружје. Топови су се користили за опсаде током 1320-их, а ручни пиштољи почели су се користити до 1360-их.

### Архитектура, уметност и музика
У 10. веку оснивање цркава и манастира довело је до развоја камене архитектуре која је разрадила народне римске форме, од чега потиче термин „романика“. Где је то било могуће, римске грађевине од цигле и камена поново су се користиле због већ доступног материјала. Из пробних првих покушаја познатих као прва романика стил је процветао и проширио се Европом у невероватно хомогеној форми. Нетом пре 1000. године дошло је до великог таласа изградње камених цркви по читавој Европи. Романичке грађевине имале су масивне камене зидове, отворе надсвођене полукружним луковима, мале прозоре и, нарочито у Француској, камене лучне сводове. Велики портал са обојеним скулптурама у високом рељефу постао је средишње обележје фасада, нарочито у Француској, а капителе ступова често су резбарене наративним сценама измишљених чудовишта и животиња. Према Ц. Р. Додвелу, историчару уметности, „готово су све цркве на Западу украшаване зидним сликама“, од којих је преживео само мали број. Заједно са развојем у црквеној архитектури, развијена је и особена европска форма замка, која је постала кључна у политици и ратовању.
Романска уметност, а нарочито прерада метала, достигла је најсофистициранију форму у мезанској уметности, у којој су се јасно истакле јединствене уметничке личности попут Николе Вердрунског (умро 1205.), и готово класичнан стил може се видети у делима попут крстионице у Лијежу, што је у контрасту с фигурама увијајућих животиња на глостерском свећњаку, који је израђен у исто време. Велике илуминиране Библије и псалтири били су типични облици луксузних рукописа, а осликавање зидова процветало је у црквама, често следећи шему са Судњим даном на западном зиду, Христом у мандорли на источном зиду и наративним библијским сценама дуж главног дела цркве, или, у случају најбоље очуваног примера, у Сен-Савену на Гартампу, на бачвастом своду.
Од раног 12. века француски су градитељи развили готички стил, означен кориштењем ребрастих сводова, шиљастих лукова, летећих потпора и великих витража. Углавном се користио на црквама и катедралама, а његова употреба наставила се у већем делу Европе све до 16. века. У класичне примере готичке архитектуре спадају катедрала у Шартру и катедрала у Ремсу у Француској, као и катедрала у Солсберију у Енглеској. Витраж је постао кључни елемент у дизајну цркви и наставио је традицију широке употребе зидних слика, које су до тада готово сасвим нестале.
Током тог периода пракса илуминације рукописа поступно је прешла из самостана у лаичке радионице, тако да је, према Џанети Бентон, „до 1300. већина монарха куповала своје књиге у продавницама“, а часослови су се развили као облик молитвене књиге за лаике. Прерада метала наставила је да буде најпрестижнија форма уметности, са емајлом из Лиможа као популарном и релативно приступачном опцијом за предмете као што су реликвијари и крстови. У Италији су иновације Чимабуа и Дуча, а затим и тречентског мајстора Ђота (умро 1337.), знатно повећале софистицираност и статус штафелајног сликарства и фресака. Све већи просперитет током 12. века резултирао је већом производњом секуларне уметности; сачувани су многи изрезбарени предмети од слоноваче, као што су фигурице за игру, чешљеви и мале религијске фигуре.

### Црквени живот
Самостанска реформа постала је важно питање током 11. века, будући да су се елите почеле бринути да се монаси не придржавају правила која их вежу за стриктно религијски живот. Опатија Клини, основана у регији Макон у Француској 909. године, створена је као део клиневских реформи, већег покрета самостанских реформи као одговор на ту забринутост. Клини је убрзо задобио репутацију испосништва и строгости. Покушавао је одржати душевни живот високе вредности стављајући се под заштиту папства и бирањем властитог опата без мешања лаика, чиме је одржавао економску и политичку независност од локалних господара.
Самостанска реформа инспирисала је промену у секуларној цркви. Идеале на којима се заснивала у папство је унео папа Папа Лав IX (папа 1049–1054), пруживши идеологију свештеничке независности, која ће довести до борбе за инвеституру крајем 11. века. У ту су се борбу укључили папа Гргур  (папа 1073–1085) и цар Хенрик IV, који су се првобитно сукобили по питању именовања бискупа, а та се размирица потом претворила у битку о идејама инвеституре, свећеничког брака и симоније. Цар је видео заштиту Цркве као једну од својих дужности, а хтео је и да сачува право постављања властитих бискупа унутар своје државе; међутим, папство је инсистирало на независности Цркве од секуларних господара. Та питања остала су нерешена до компромиса из 1122. године, познатог као Вормски конкордат. Та размирица представља значајан стадијум у стварању папске монархије одвојене од лаичких власти и изједначене с њима. Њена је трајна последица била и то што су немачки принчеви стекли велику моћ на рачун немачких царева.
Развијени средњи век био је период великих религијских покрета. Осим крсташких ратова и самостанских реформи, људи су покушавали да учествују у новим облицима религијског живота. Основани су нови самостански редови, међу њима и картузијанци и цистерцити. Цистерцити су се брзо раширили у својим раним годинама под водством Бернарда од Клервоа (умро 1153.). Ти нови редови формирани су као одговор на осећај лаика да бенедиктинско монаштво више није одговарало потребама лаика, који су се, заједно са онима који су хтели да се прикључе религијском животу, хтели вратити једноставнијем пустињачком монаштву раног хришћанства или апостолском животу. Подстицана су и верска ходочашћа. Стара места ходочашћа попут Рима, Јерусалима и Компостела примала су све већи број посетилаца, а славу су стекла и нова места попут Монте Сант’Анђела и Барија.
У 13. веку просјачки редови – фрањевци и доминиканци – који су се заклињали на живот у сиромаштву и преживљавали прошењем, добили су одобрење папства. Религијске групе попут валденга и хумилијата такође су се покушале да се врате у живот раног хришћанства средином 12. и почетком 13. века, али их је папство осудило као јеретике. Неки су се прикључили катарима, још једном јеретичком покрету који је папство осудило. Године 1209. проповедан је крсташки рат против катара, Катарски крсташки рат, који их је, заједно са средњовековном Инквизицијом, елиминисао.

## Касни средњи век

### Рат, глад и куга
Прве године 14. века обележила је појава глади, с кулминацијом у великој глади 1315–1317. године. Узрок велике глади био је поступни прелаз из средњовековног топлог периода у мало ледено доба, што је повећало ризик од несташице хране у време кад су временске прилике узроковале смањене приносе у пољопривреди. Године у раздобљу 1313–1314. и 1317–1321. биле су посебно кишовите у целој Европи, што је за последицу имало масовно подбацивање приноса летине. Климатске промене које су биле резултат смањења просечних годишњих температура у 14. веку пратила је економска криза.
Овим је несрећама године 1347. следила црна смрт, болест која се ширила Европом следеће три године.} Број смртних случајева у Европи био је вероватно око 35 милиона, око једне трећине укупне популације. Посебно су били погођени градови због велике густине насељености. Широка подручја остала су потпуно ненасељена и у неким су деловима пољопривредне површине остале необрађене. То је довело до повећања надница, будући да су земљопоседници настојали да стимулишу преостале малобројне раднике на рад у својим пољима. Додатни проблеми били су ниске најамнине и ниска потражња за храном, што је додатно умањило приходе од пољопривреде. Радници у градовима такође су осећали да имају право на више наднице, што је довело до народних буна широм Европе. Најпознатији су устанци били Жакерија (Jacquerie) у Француској, Сељачки устанак у Енглеској и побуне у градовима Фиренци у Италији и Генту и Брижу у Фландрији. Траума изазвана кугом довела је до повећаног ступња милосрђа широм Европе, које се манифестирало оснивањем нових добротворних установа, самомучења флагеланата и прогоном Јевреја. Стање се додатно погоршало поновним појавама куге током целог 14. века, која је настављала да повремено погађа Европу све до краја средњега века.

### Друштво и економија
Друштвене прилике широм Европе битно су биле поремећене епидемијом црне смрти. Мање продуктивна земљишта убрзо су напуштена, пошто су преживели могли доћи до плоднијих терена. Мада је кметство у западној Европи пропадало, оно је постало уобичајено у источној Европи, где су га земљопоседници наметнули својим поданицима који су пре били слободни. Већина сељака у западној Европи договорила се да замене рад који су као кметови дуговали својим земљопоседницима за најам земље плаћен новцем. Постотак кметова међу сељаштвом смањио се крајем средњег века с више од 90% на 50%. Земљопоседници су такође постали свеснији заједничких интереса с другим власницима земљишта, те су заједно наступали како би изнудили додатне привилегије од својих власти. Делом и на наговор земљопоседника власти су покушале да донесу законе који би вратили економске услове који су постојали пре црне смрти. Писменост међу становништвом које не припада клеру почела је поступно да расте и урбано становништво почиње да опонаша интерес племства за витештвом.
Јеврејске заједнице протеране су из Енглеске 1290, а из Француске 1306. године. Премда је некима дозвољен повратак у Француску, већина се није могла вратити, па се многи Јевреји селе на исток насељавајући се у Пољску и Мађарску. Јевреји су протерани и из Шпаније 1492. и потом су се настанили у Турској, Француској, Италији и Холандији. Развој банкарства у Италији током 13. века наставио се кроз цео 14. век, деломично подстакнут повећањем броја оружаних сукоба у том периоду и потребом папе за премештањем новца међу различитим краљевствима. Многи од банкара овог доба позајмљивали су новац краљевима с великим ризиком, те су неки и банкротирали кад неки од краљева нису били у стању да врате дуг.

### Државни препород
Током касног средњег века дошло је до појаве јаких националних држава утемељених на владавини краљева, поготово Краљевине Енглеске, Краљевине Француске и хришћанских краљевина на Пиринејском полуострву: Арагона, Кастиље и Португалије. Дуги ратови у касном средњем веку појачали су краљевску контролу над властитим краљевством и посебно су тешко погодили сељаштво. Краљеви су профитирали од сталних оружаних сукоба, јер су проширивали вредност краљевских закона по читавом краљевству и повећавали опсег земље коју су директно контролисали. Велики трошкови ратовања учинили су да методе наплате пореза буду делотворне, а и сама стопа опорезивања често се повећавала. Потреба да се од становништва које плаћа порез добије пристанак за повећање пореза довела је до повећања моћи и ауторитета политичких институција као што је енглески парламент и скупштина сталежа у Француској.
Кроз цео 14. век француски су краљеви настојали да прошире свој утицај на читаво своје краљевство на штету територијалних имања племства. Наишли су на велик отпор при покушају заплене имања енглеских краљева у јужној Француској, што је изазвало почетак Стогодишњег рата, који је трајао до 1453. године. У раним фазама рата енглеска је страна под водством Едварда III (вл. 1327–1377) и његовог сина Едварда, Црног Принца (умро 1376.), бележила низ великих успеха победом у бици код Кресија и код Поатјеа, освајањем града Калеа и контролом великог дела француске територије. Неред који је настао на територији под француском контролом у првим је годинама рата готово уништио Француско краљевство. Почетком 15. века Француска још једном долази до руба пропасти, али у касним 1420-им војни успеси Јованке Орлеанке (умрла 1431.) доносе коначну победу француских краљева над Енглезима и освајање енглеских поседа у јужној Француској 1453. године. Цена у људским животима била је врло висока, француско становништво на крају рата било је бројно преполовљено у односу на почетак рата. Ипак, рат је имао позитиван учинак на енглески национални идентитет, пошто је допринео спајању разних локалних идентитета у енглески национални идеал. Рат с Французима припомогао је и формирању националне културе у Енглеској, која се одвојила од француске културе. Пре избијања рата француска је култура имала доминантан утицај у Енглеској. Рана фаза Стогодишњег рата обележена је доминацијом енглеских стрелаца дугим луком, и појавом топа на бојном пољу код Кресија 1346. године.
На територији савремене Немачке наставља се доминација Светог римског царства, али изборна природа доделе царске круне није омогућавала формирање трајне династије око које би се формирала јака држава. У источној Европи долази до јачања Краљевине Пољске, Мађарске и Чешке. Краљевине Пиринејског полуострва наставиле су да освајају територију на штету тамошњих муслиманских држава. Португалија се током 15. века усредоточила на експанзију прекоморских поседа, док су остала краљевства била подељена потешкоћама око краљевског наследства и других проблема. Након пораза у Стогодишњем рату, у Енглеској је избио дуготрајни грађански рат познат као Рат две руже, који је трајао све до 1490-их година и окончао се проглашењем Хенрика Тудора за краља (вл. 1485–1509. као Хенрик VII) и консолидовањем његових енглеских поседа победом над Ричардом III (вл. 1483–1485) у бици код Босворта 1485. године. Скандинавске су земље пролазиле кроз раздобље унификације под Калмарском унијом крајем 14. и почетком 15. века, која је ујединила Норвешку, Данску и Шведску, али поново су се распале након смрти Маргарете I Данске (вл.1387–1412). Најзначајнија сила на подручју Балтичког мора био је Ханзеатски савез, трговачка конфедерација градова-држава, која је доминирала трговином од западне Европе до Русије. Шкотска се под водством Роберта Бруса (вл. 1306–1329) ослобађа енглеске доминације, а сам Брус добија папино признање своје круне 1328. године.

### Колапс Византије
Мада је царска династија Палаеолога успела да преотме Цариград од западних Европљана 1261. године, није више била у стању да поврати контролу над већином бивше територије. Они су углавном контролисали само мали део Балканског полуострва око Цариграда, затим сам град, те неке приобалне територије на Црном мору и око Егејског мора. Бивша византинска територија подељена је између Српског царства, Другог бугарског царства и Млетачке републике. Моћ византских царева угрозило је турско племе Османлија, који су се појавили у Малој Азији почетком 13. века и брзо се ширили током 14. века. Османско царство брзо се шири Европом, претвара Бугарску у вазалну државу 1366. године и осваја Србију 1389. године након њеног пораза у бици на Косовом пољу. Народи западне Европе окупили су 1396. године војску како би ослободили хришћанске балканске земље, те су прогласили нови крсташки рат. Велика војна сила послата је на Балкан, али је претрпела пораз од Турака у бици код Никопоља. Цариград је коначно пао у руке Турака 1453. године.

### Контроверзе унутар цркве
Током немирног 14. века долази до успоставе Авињонског папства у раздобљу од 1305. до 1378. године, познатог и као „вавилонско ропство папства“ (паралела на јеврејско вавилонско ропство), а потом и до велике шизме у трајању од 1378. до 1418. године, кад су постојала двојица, потом и тројица супротстављених папа, а сваког од њих су подржавале различите државе. У првим годинама 15. века, након читавог века немира, црквени су поглавари 1414. сазвали Сабор у Констанцу и идуће године сабор је сменио једног од супротстављених папа, оставивши само два претендента. Након смене свих претендената, у новембру 1417. године сабор је изабрао потпуно новог папу, Мартина V (папа 1417–1431).
Осим шизме, западна црква била је растрзана и теолошким контроверзама, од којих су се неке претвориле у јересе. Енглески теолог Џон Виклиф (умро 1384.) осуђен је као јеретик 1415. због учења да лаици могу имати приступ тексту Библије, те имати став о еухаристији, што је било супротно црквеној доктрини. Виклифова учења утицала су на два значајна јеретичка покрета у касном средњем веку, лоларде у Енглеској и хусите у Чешкој. На Чехе је деловало и учење Јана Хуса, који је спаљен на ломачи 1415. године након што је осуђен за јерес на Сабору у Костанци. Хуситска црква, иако погођена крсташким ратом против ње, преживела је и након средњег века. Неки јереси овог доба били су монтирани, као нпр. оптужбе против темплара, што је довело до њиховог расформирања 1312. године и поделе њиховог великог богатства између француског краља Филипа IV (вл. 1285–1314) и Малтешког витешког реда.
Папство је у касном средњем веку додатно рафинирало концепт трансупстанцијације, поставивши правило да је само клер у могућности да претвори хостију и вино у евхаристију, што је додатно удаљило лаике од клера. Лаици су и даље практиковали ходочашћа, обожавање реликвија и веровање у моћ Сотоне. Мистици као Мајстор Екхарт (умро 1327.) или Томас а Кемпис (умро 1471.) писали су дела која су подучавала лаике да се усредсреде на унутрашњи духовни живот, што је ударило темеље протестантске реформације. Осим мистицизма, постаје раширено веровање у вештице и вештичарење, те крајем 15. века црква почиње давати веродостојност народним страховима и, почев од 1484. године, осуђивати вештице. Године 1486. излази дело Malleus Maleficarum („Вештичји чекић“), најпопуларнији приручник за ловце на вештице.

### Учењаци, интелектуалци и истраживања
У касном средњем веку два свештеника и филозофа – Иван Дунс Скот (умро 1308.)  и Вилијам Окамски (умро око 1348.), – започињу реакцију против сколастике и критикују примену разума на теолошка питања. Њихово учење, заједно с другм мислиоцима, довело је до поткопавања превлађујуће платонске идеје „универзалија“. Окамсково инсистирање да разум делује независно од вере омогућило је одвајање науке од теологије и филозофије. Правна наука обележава постојано увођење римског права у подручја која је претходно регулисало обичајно право. Једини изузетак у том тренду била је Енглеска, у којој се и даље истицало обичајно право (common law). Готово све земље кодификовале су своје законе у законике, који су донесени широм континента осим у Кастиљи, Пољској и Литванији.
Образовање је већим делом било резервирано за формирање будућих свештеника. Основно учење слова и бројева одвијало се у окриљу породице или уз помоћ сеоског свештеника, али виши ступањ образовања, тривијум (граматика, реторика и логика), предавао се у верским школама у склопу катедрала и у градским школама. Дошло је до ширења виших трговачких школа, поготово у Италији, где су постојала места с више од једне такве институције. У 14. и 15. веку универзитети су се проширили широм Европе. Увелико се повећала присутност књижевности на народном језику, чији су најзначајнији представници били Данте Алигијери (умро 1321.), Петрарка (умро 1374.) и Ђовани Бокачо (умро 1375.) у Италији 14. века, Џефри Чосер (умро 1400.) и Вилијам Лангланд (умро око 1386.) у Енглеској, те Франсоа Вијон (умро 1464.) и Кристина Пизанска (умрла око 1430.) у Француској. Већи део књижевности остаје религиозне тематике и, премда је већи део још увек писан латинским језиком, почиње се јављати велика потражња за описима живота светаца и осталих сведочења вере на народним језицима. Ову је потражњу подстакнуло јачање покрета Devotio Moderna, а највише формирање Братства заједничкога живота те радова немачких мистика као што су Мејстер Екхарт и Јоханес Таулер (умро 1361.). Дошло је и до значајног развоја позоришта у облику приказа миракула под покровитељством Цркве. При крају овог раздобља развој штампарске машине око 1450. године довео је до оснивања првих издавачких кућа у целој Европи до краја 15. века. Стопа писмености међу становништвом се повећала, али је још увек била ниска; процене стопе писмености за 1500. годину крећу се, наиме, око 10% за мушкарце и око 1% за жене.
Почетком 15. века земље Пиринејског полуострва почињу да спонзоришу географска истраживања изван европских граница. Португалски принц Хенрик Морепловац (умро 1460.) организовао је експедиције које су током његовог живота откриле Канарска острва, Азоре и Зеленортска острва. Експедиције су настављене и након његове смрти: Бартоломео Дијас (умро 1500.) допловио је до Рта добре наде 1486, а Васко да Гама (умро 1524.) опловио је Африку и дошао до Индије 1498. године. Уједињене шпанске монархије Кастиља и Арагона спонзорисале су путовање Кристифора Колумба (умро 1506.) 1492. године, које је довело до открића Америка. Енглеска круна под владавином Хенрија VII спонзорисала је путовање Џона Кабота (умро 1498.) 1497. године, који је допловио до Острва Кејп Бретон.

### Образовање у средњем веку
Реч „учити“ се среће већ у најстаријим црквено словенским текстовима и ослања са на словенско језичко наслеђе, али значење добија тек у хришћанском верском животу. Учење се у средњовековним текстовима схвата као дељење хришћанског моралног савета, као подстицање на живот и складу са хришћанским идеалом. Појам учења је имао васпитни садржај. Хришћанске поуке су ослоњене на књиге и црквену традицију. Једна од заповести текста из XIV века је „да гледају књиге и да исправљају људске грубости“. Хришћанско поучавање је представљало најопштију дужност свештенства утврђену на васељенским саборима. Овако широко схваћено учење је преокупација хришћанске цркве и службеника који се због тога често називају „учитељима“. Овакво учитељство је било везано за рад са књигом, често и за учење деце, ипак је средњовековни термин био много шири од модерног.
Термин „ученик“ је изведен од глагола учити не подразумева све које су саветовани, већ младе монахе који су сарадници старијих монаха. „Свети Сава је дан и ноћ учио ученике своје“ – значи да их је учио постизању врлине. Реч „училиште” је имала уско значење где се деца обучавају, изумрла је у XVIII веку, а до тада је имала и значење места где се млади обучавају. Учење у ужем, данашњем, смислу у средњовековним текстовима се морало уже спецификовати као „учити књигам“, „учити светим књигам“, „учити грамоту“ или „учити отроке“. Реч настава је у наш језик такође ушла и средњовековних текстова – основно значење речи „наставити“ било је показати пут, водити путем, упутити. „Наставник“ или „наставитељ“  - је онај који показује пут, метафорички исправан пут хришћанског живота, добар морални правац – те је наставник у модерном смислу у ствари васпитач. Термин васпитање потиче такође из средњег века, када се користио у изворном значењу – отхранити. Када Стефан Првовенчани говори о „васпитанију“ које је добио до оца, вероватно подразумева целокупно телесно и духовно уздизање од малих ногу до узраста способног за самостални живот. Свети Сава се обраћа својим ученицима „Чеда моја возљубљена и васпитанија мноју“. Термин „просвета“ је у средњем веку имало значење ширења светлости, прогледавања. Просвећивање је као и учење, пре свега верско уздизање, морално подстицање, па тек затим ширење знања.један текст из XV века открива нам да се у то време мислило да се просвећује и помоћу књига.
Резултат свих споменутих делатности (учити, наставити, васпитати, просветити)није био обухваћен једним термином као што су ученост или васпитаност, већ се јавља реч „наук”, чије је значење далеко од каснијег термина наука. Онај који је стекао знање из знање из књига звао се „книжник”, а његова образованост се назива „книжна“. Знање се као „знание” разуме само као обавештеност, док је опште знање „вдение”. Временом су у терминологију улазиле и речи грчког порекла, па је започело разликовање теориског знања „художество” и практичног знања „хитрост”. Током средњег века користио се и термин метод у облику речи „казатељство”.
Образовање се у средњовековној Србији сматрало веома драгоценим циљем. Стицање образовања се сматрало неопходним за касније владалачким и свештеничким дужностима. У биографијама образованост се истиче као драгоцена лична особина и врлина. У биографији Стефана Лазаревића се каже „да много пута где нису успеле војске и оружје, ту је успевала једина просвећеност. У XV веку се научне дисциплине су обухваћене филозофијом, коју деле на „Видатељное“ (теориске) – теологија, физика и математика и „Дјелатељное” (практичне)  - економика, политика и етика. Филозофија је превођена као „љубомудрије”, сматрана је и као наука која обухвата све друге науке, али и као многобројне изреке и поуке античких мудраца. Систематски уџбеници из реторике нису сачувани, али је и овај предмет био познат. Музика се такође сматрала науком.
У крајњој оскудици директних извора о школама и учењу код Срба у средњем веку информације се налазе у средњовековним текстовима. Пратећи ове изворе откривају се дубоки корени српске педагошке терминологије.

### Технолошки и војни развој
Једна од значајнијих промена у војној сфери у касном средњем веку било је повећано кориштење пешадије и лаке коњице. Енглеска је војска врло успешно користила и стрелце с дугим луком, док друге земље нису успеле да створе сличне трупе стрелаца које би имале тако велики успех. Подстакнут повећаном ефикасношћу самострела, настављен је развој оклопа, тако је развијен пуни оклоп као заштита од самострела и од првог носивог ватреног оружја које се почело појављивати на бојним пољима. Оружје на мотки додатно се усавршило, посебно код фламанске и швајцарске пешадије, наоружане копљима и другим дугим копљима.
Један од важнијих напредака у пољопривреди био је масовнији узгој оваца с вуном дуге длаке, што је омогућило предење чвршћих нити. Важна је и замена традиционалне преслице за предење вуне с коловратом, што је утростручило брзину предења. Нешто мање сложена иновација, која је ипак битно побољшала свакодневни живот, била је употреба дугмади за причвршћивање одеће, што је омогућило да се одећа држи уз тело без потребе да је се веже с помоћу узица. Ветрењаче су додатно побољшане изумом торањског млина, чији је горњи део могао да ротира и да се тако прилагоди смеру дувања ветра. Прва висока пећ појавила се око 1350. године у Шведској и допринела повећању количине произведеног гвожђа и његовог квалитета. Године 1447. у Венецији је донесен први патент, који је штитио право изумитеља на властити изум.

### Уметност и архитектура
Касни средњи век у Европи уопштено се подудара с културним периодима тречента и ране ренесансе у Италији, док су северна Европа и Шпанија наставиле да примењују готскки стил, поступно све више елаборисан у 15. веку, све до краја тог раздобља. Међународна готика дворски је стил који се проширио готово целом Европом у деценијама око 1400. године; један од ремек дела тог раздобља је Молитвеник војводе од Берија. С појавом сталежа богатих трговаца у Италији и Фландрији као значајног покровитеља уметности, широм Европе дошло је до успона секуларне уметности, како квалитетом тако и квантитетом. Наруџбине су углавном биле уља на платну с портретом наручитеља и све већи распон луксузних предмета: накита, предмета од слоноваче, украшених ковчега (итал. cassone) и посуђа од мајолике. Ови предмети обухваћају и хиспано-маурско посуђе, које су производили лончари мудехари у Шпанији. Краљеви су поседовали мноштво таквих предмета, али осим златних пехара мало их је остало сачувано. Развила се италијанска мануфактура свиле, тако да западне цркве и елите нису више биле зависне од увозу свиле из Византије и исламског света. У Француској и Фландрији ткање сложених таписерија, као нпр. Дама и једнорог, постало је значајна индустрија луксуза.
Након великих спољашњих кипарских композиција раних готичких цркава нагласак се ставља на кипарство унутар грађевине, чиме гробнице постају више елабориране, а и други се елементи, попут проповедаоница, раскошно украшавају, на пример проповедаоница св. Андрије у Пистоји. Постају уобичајене олтарне пале од резбареног и осликаног дрва, посебно у црквама с више бочних капела. Рано холандско сликарство, чији су представници Јан ван Ајк (умро 1441.) и Рохир ван дер Вејден (умро 1464.), досеже ниво италијанског сликарства, а за њиме не заостају много ни нордијски илуминирани рукописи. Рукописе су масовно започели прикупљати припадници секуларне елите, који су све више наручивали и књиге са секуларном тематиком, посебно историјском. Од 1450. године надаље велику популарност добијају штампане књиге, упркос њиховој још увек високој цени. Пре 1500. године већ је било штампано више од 30.000 различитих издања инкунабула и других дела, док су илуминиране рукописе наставили да наручују само краљеви и ретки припадници аристократије. Од средине 15. века у северној Европи ценовно су постали доступни дрворези врло малих димензија, готово они с религиозном тематиком, чак и сељацима. Богатије групе становништва набављале су скупља графичка дела с врло различитим приказима.

## Модерна перцепција
Средњовековно раздобље често је приказивано као „време незнања и празноверја“, које је претпостављало „реч религијских ауторитета изнад личног искуства и рационалног деловања“. Такав је приказ последица раздобља ренесансе и просвјетитељства, током којих су научници и мислиоци супротстављали своју интелектуалну културу култури средњовековног света, на штету самога средњег века. Ренесансни научници гледали су на средњи век као на време пропадања високе културе и цивилизације класичног света. Сматрали су и да је разум супериоран у односу на веру, па су на средњи век гледали као на време незнања и празноверја.
Други аутори објашњавају да је разум уопштено био високо цењен у средњем веку. Историчар науке Едвард Грант пише: „Ако су револуционарне рационалне мисли биле изражене у доба разума [у 18. веку], оне су биле могуће само због дуге средњовековне традиције афирмиране употребе разума као једне од основних човечијих активности“. Такође, супротно увреженом мишљењу, Дејвид Линдберг пише да је „мислилац из времена касног средњег века ретко искусио репресивну силу цркве и сматрао је себе слободним (посебно у природним наука) да следи разум и посматрање где год га они водили“.
Карикатуралан приказ средњег века одразио се и на специфична питања. Једно од погрешних схватања, пропагирано од 19. века надаље и још увек доста раширено, је да су сви људи у средњем веку веровали да је Земља равна плоча. То је неистина, јер су предавачи на средњовековним универзитетима обично објашњавали како чињенице доказују да је Земља сферична. Линдберг и Роналд Нумберс, још један научник који проучава ово раздобље, тврди да „једва да је постојао хришћански учењак у средњем веку који није признавао [Земљину] сферичност и чак знао њен приближни опсег“. Друга погрешна схватања ― на пример, да је „Црква у средњем веку забрањивала обдукције и сецирања“, да је „појава кришћанства уништила античку науку“ или да је „средњовековна црква угушила развој природне филозофије“ ― Нумберс цитира као примере популарних митова који се још увек наводе као историјске истине, премда их историјска истраживања не подупиру.